# Bacia do Paramirim
Bacia do Paramirim é um território de identidade do estado brasileiro da Bahia, localizado entre o centro-sul e o centro-oeste desse estado, na região do Alto Sertão Baiano.
É constituído dos seguintes municípios: Boquira, Botuporã, Caturama, Érico Cardoso, Ibipitanga, Macaúbas, Paramirim e Rio do Pires.

## História
A região era originalmente habitada por indígenas jês, apelidados pelos colonizadores de "tapuias", como os cariris e tuxás.
A primeira entrada na Bacia do Paramirim se deu com a expedição de Belchior Dias Moreia, que percorreu o que é hoje o território de identidade pelo curso do Rio Paramirim até suas nascentes durante sua expedição pelos sertões da Bahia e de Sergipe entre 1595 (ou 1596) e 1604. Diz Basílio de Magalhães que Belchior teria chegado à aldeia de Tubajaras, que é a Macaúbas de hoje.
A colonização da região se iniciou na segunda metade do século XVII, quando foi conquistada pelo latifúndio da Casa da Ponte, de Antônio Guedes de Brito, e se tornou um importante corredor de fazendas criadoras de gado bovino.
Ao longo do século XVIII, a expansão da pecuária e da agricultura e a descoberta de ouro nas serras dos atuais municípios de Paramirim, Érico Cardoso e Rio do Pires trouxeram para o atual território da Bacia do Paramirim colonos portugueses, paulistas e baianos. Nessa época, surgiram os primeiros povoados da região, durante o ciclo do ouro: Morro do Fogo, Canabravinha e Mamona do Ouro (atual Ibiajara).
Todos os municípios da região já pertenceram às vilas de Macaúbas e Água Quente (a partir de 1909, o município de Paramirim), desmembradas de Urubu em 1832 e de Minas do Rio de Contas em 1890, respectivamente.
Com a decadência da mineração de ouro, em meados do século XIX, muitos dos antigos mineradores deixaram os povoados auríferos e se dispersaram por fazendas nos atuais territórios municipais de Paramirim, Érico Cardoso, Caturama e Rio do Pires.
A história da região também é marcada por conflitos entre chefes políticos, como a invasão da vila de Macaúbas (1878) e os conflitos entre Francisco Brasil e Felipe Cardoso em Paramirim (década de 1910).
Na década de 1950, foi descoberto chumbo em Boquira, dando um impulso naquela localidade.
Na segunda metade do século XX, ocorreram as emancipações dos demais municípios da Bacia do Paramirim que não Paramirim e Macaúbas. De Paramirim se emanciparam Rio do Pires (1961) e Érico Cardoso (1962) e de Macaúbas, Boquira e Botuporã, ambas em 1962. Tanque Novo se emancipou de Botuporã em 1985 e Caturama, em 1989, com terras pertencentes aos municípios de Paramirim e Botuporã.

## Geografia e demografia
Geograficamente, a Bacia do Paramirim está encaixada entre a Serra Geral, o Médio São Francisco e a Chapada Diamantina.
A área desse território de identidade é 10 155 km².
O relevo da região é caracterizado por possuir áreas relativamente planas e também áreas de serras. O município mais montanhoso do território de identidade é Érico Cardoso.
O principal rio do território, que lhe dá o nome, é o Rio Paramirim.
Segundo o censo 2022, a população da Bacia do Paramirim é de 136 357 hab., sendo os municípios mais populosos Macaúbas (41 859 hab.) e Paramirim (20 347 hab.).

## Economia
Em 2020, esse território de identidade tinha um PIB de 1,3 bilhão de reais, o que lhe conferia um PIB per capita, naquele ano, de R$ 8 489,21.
A economia da região é baseada na agricultura, pecuária e comércio.